# Комарова, Наталья Владимировна
Ната́лья Влади́мировна Комаро́ва (при рождении Пожидаева; род. 21 октября 1955, Язьво, Лядский район, Псковская область, СССР) — российский государственный и политический деятель. Сенатор Совета Федерации — представитель от исполнительного органа Ханты-Мансийского автономного округа — Югры с 8 сентября 2024 года. Избрана первым заместителем председателя Комитета Совета Федерации по аграрно-продовольственной политике и природопользованию.
Губернатор Ханты-Мансийского автономного округа — Югры с 1 марта 2010 по 30 мая 2024 (врио 27 февраля — 13 сентября 2015).
Депутат Государственной Думы Российской Федерации (2001—2010). В период с 2019 по 2024 год являлась единственной женщиной среди всех глав субъектов Российской Федерации.

## Биография
Родилась в Псковской области, куда её родители приехали поднимать сельское хозяйство: отец был председателем сельсовета, мать — учительницей начальных классов. Школу окончила в Болгарии, где отец находился в командировке на Кремиковском металлургическом комбинате.
После школы переехала в Коммунарск (ныне Алчевск), где в 1978 году окончила Коммунарский горно-металлургический институт по специальности «экономика и организация строительства».
В 1978—1980 годах работала техником по труду лаборатории научной организации труда, затем экономистом планово-экономического отдела управления капитального строительства Коммунарского металлургического завода.

### Работа в Ямало-Ненецком автономном округе
В 1980 году переехала в Новый Уренгой. В 1980—1994 годах работала в горисполкоме (с 1992 года — городской администрации): старший экономист (1980—1988), заместитель председателя горисполкома, председатель городской плановой комиссии (1988—1992), 1-й заместитель главы администрации города (1992—1994). 
В 1994—2000 годах — глава администрации (с 1997 — мэр) Нового Уренгоя.
С сентября 2000 по декабрь 2001 года — первый заместитель губернатора Ямало-Ненецкого автономного округа Юрия Неёлова. В 2000—2002 годах представляла РФ в Конгрессе местных и региональных властей Европы, была заместителем председателя комитета по устойчивому развитию палаты местных властей.
Одновременно занималась преподавательской деятельностью, став в 1999 году доцентом кафедры социального менеджмента Ямальского нефтегазового института (филиала) Тюменского государственного нефтегазового университета. Член редакционного совета Агентства нефтегазовой информации.

### Работа в Государственной Думе РФ
Баллотировалась в Государственную Думу. В декабре 1995 года заняла второе место по округу (24,19 % голосов), проиграв Владимиру Гоману; в декабре 2001 года избрана депутатом по округу (73,3 %) на довыборах (взамен выбывшего В. С. Черномырдина); в декабре 2003 вновь избрана депутатом по округу (70,43 %; входила также в список партии «Единая Россия»); в декабре 2007 года — избрана депутатом по списку партии «Единая Россия».
Входила во фракции: «Отечество — Единая Россия» (2002—2003), «Единая Россия» (2003—2007, 2007—2010).
В 2002—2003 годах — член Комитета по труду и социальной политике. В 2003—2007 и в 2007—2010 годах — председатель Комитета по природным ресурсам и природопользованию.
В 2006 году Государственной Думой был принят Лесной кодекс РФ, ответственным комитетом по которому был комитет, руководимый Н. В. Комаровой. Главным разработчиком кодекса было Минэкономразвития, однако «Гринпис России» считает, что фактически кодекс стал результатом проекта «Российский лес», координатором которого была Н. В. Комарова, и называет её «главным творцом» кодекса.
Активно занималась и другой законотворческой работой. Освободившийся в связи с уходом мандат депутата перешёл Виктору Казарину.

### Губернатор Ханты-Мансийского автономного округа — Югры
8 февраля 2010 года кандидатура Натальи Комаровой была внесена президентом России Дмитрием Медведевым в Законодательное собрание Ханты-Мансийского автономного округа — Югры для наделения полномочиями губернатора округа. Её соперниками в списке кандидатов, представленных партией «Единая Россия» на рассмотрение президенту, были действующий губернатор Александр Филипенко, вице-губернатор Тюменской области Сергей Сарычев и депутат Государственной Думы РФ Владимир Асеев. Депутаты Окружной думы единогласно проголосовали за наделение Н. В. Комаровой полномочиями губернатора; инаугурация состоялась 1 марта 2010 года.
С 16 июня по 18 декабря 2010, с 22 февраля по 3 октября 2013 и с 26 мая по 22 ноября 2017 — член президиума Государственного совета Российской Федерации.
27 февраля 2015 года в связи с истечением срока полномочий назначена временно исполняющим обязанности губернатора «до вступления в должность лица, избранного губернатором».
13 сентября 2015 года вновь избрана губернатором региона. За её кандидатуру отдали голоса 28 из 35 депутатов.
13 сентября 2020 года вновь избрана губернатором региона на пятилетний срок.
5 января 2023 года губернатор ХМАО Наталья Комарова во время совещания в Когалыме сделала высказывание, говоря о причинах постоянных срывов сроков строительства объектов в регионе, в том числе больницы в Нижневартовске. Она использовала словосочетания «у нас есть такая забава» и «там все в доле», обсуждая регулярные внесения изменений в проектно-сметную документацию, что сказывается на переносах сроков строительных работ. Оппозиционное СМИ разметило фрагмент видео с совещания, сопроводив его текстом, содержащим двусмысленную интерпретацию высказывания Комаровой в негативном ключе, публикация получила вирусное распространение в других СМИ и социальных сетях. После совещания Комарова инициировала проверки в строительном блоке Правительства ХМАО, по итогам которых были уволены директор департамента строительства и ЖКХ Григорий Невоструев и директор департамента дорожного хозяйства и транспорта Константин Гребешок.
15 октября 2023 года на встрече с жителями губернатор заявила о том, что страна не готовилась к этой войне, и она была не нужна. Общественник из соседней Тюменской области Юрий Рябцев подал заявление в полицию о «дискредитации армии», как утверждалось в СМИ — «для самопиара».
30 мая 2024 года заявила об уходе в отставку с поста губернатора Ханты-Мансийского автономного округа — Югры и переходе на другую работу. В тот же день освобождена от должности указом Владимира Путина, а врио главы региона назначен Руслан Кухарук.

### В Совете Федерации
2 июня 2024 года временно исполняющий обязанности губернатора Ханты-Мансийского автономного округа Руслан Кухарук предложил Наталье Комаровой представлять регион в Совете Федерации. После избрания Кухарука на должность губернатора ХМАО, Комарова была утверждена в качестве сенатора от региона и избрана первым заместителем председателя Комитета Совета Федерации по социальной политике, а на следующем заседании перешла в Комитет по аграрно-продовольственной политике и природопользованию.

## Санкции
24 февраля 2023 года Госдепом США Комарова включена в санкционный список лиц причастных к «осуществлению российских операций и агрессии в отношении Украины, а также к незаконному управлению оккупированными украинскими территориями в интересах РФ», в частности за «призыв граждан на войну в Украине».
1 апреля 2023 года внесена в санкционный список Украины как «глава государственного органа, осуществлявшая поддержку/поощрение/публичное одобрение политики РФ, направленной на проведение военных действия и геноцид гражданского населения в Украине».
22 сентября 2023 года Комарова включена в санкционный список Канады «соратников российского режима и агентов дезинформации» против причастных к депортации украинских детей в Россию и «созданию и распространению дезинформации и пропаганды, финансируемой Кремлем».
23 февраля 2024 года внесена в санкционный список стран Евросоюза за причастность к депортации украинских детей в Россию и их усыновление российскими семьями. По аналогичным причинам находится под санкциями Австралии.

## Семья и личная жизнь
Бывший муж Натальи Комаровой — Вадим Владимирович Комаров, рок-музыкант, солист группы «Rack 2». В 2012 году супруги Комаровы расстались. У Комаровых две взрослые дочери — Наталия и Ирина.

## Награды
- Орден «За заслуги перед Отечеством» IV степени (13 июня 2024) — за достигнутые трудовые успехи и многолетнюю добросовестную работу[40]
- Орден Александра Невского (2015)
- Орден Почёта (20 апреля 2006) — за активное участие в законотворческой деятельности и многолетнюю добросовестную работу[41]
- Орден Дружбы (31 августа 1998) — за заслуги перед государством, многолетний добросовестный труд и большой вклад в укрепление дружбы и сотрудничества между народами[42]
- Орден Сербского флага III степени (2022, Сербия)[43]
- Почётный нагрудный знак «За вклад в развитие законодательства» (24 сентября 2015)
- памятный знак Государственной Думы «100 лет со дня учреждения Государственной Думы в России»
- Знак отличия «Парламент России»
- Знак «Почётный работник рыбного хозяйства России»
- Почётная грамота Совета Федерации Федерального Собрания Российской Федерации
- Почётная грамота Государственной Думы Федерального Собрания Российской Федерации
- Лауреат Всероссийского конкурса «Женщина-1997» в номинации «Регион равных прав и равных возможностей»
- Почётный работник охраны природы
- Почётный работник газовой промышленности
- Почётный гражданин города Новый Уренгой
- Орден Славы и чести I степени (РПЦ, 2017)[44]
- Орден святой равноапостольной княгини Ольги III степени (РПЦ, 2013)[45]
- Орден «Томская слава» (28 октября 2014) — за большой вклад в социально-экономическое развитие Томской области[46]
- Медаль иконы Божией Матери «Отрада и Утешение» I степени (Ханты-Мансийская епархия РПЦ, 2021)[47]